# Ablaze My Sorrow
Ablaze My Sorrow is een Zweedse Melodieuze deathmetal/Gothenburg Melodic deathmetal band opgericht begin jaren 90. Ze kwamen in 1993 voor het eerst bij elkaar, en splitsten op in 2006. Ze kwamen in 2012 weer bij elkaar en brachten het album  Black uit. 

## Huidige bezetting (2020)
- Jonas Udd - zang
- Dennie Linden - leadgitaar
- Magnus Carlsson - gitaar
- Anders Brorsson - basgitaar
- Alex Bengtsson - drums

## Vroegere leden
- Kristian Lonnsjo - zang
- Martin Qvist - gitaar en zang
- Fredrik Arnesson - zang

## Discografie
- 1993 - For Bereavement We Cried(Demo)
- 1996 - If Emotions Still Burn
- 1997 - The Plague
- 2002 - Anger, Hate And Fury
- 2016 - Black
- 2021 - Among Ashes And Monoliths